# シマノ・Deore
Deore（デオーレ）は、株式会社シマノが開発、販売するマウンテンバイク向けコンポーネントである。

## 概要
1980年にツーリング車向け（ランドナー向け）コンポーネントとして登場。1982年に世界初の完全MTB用コンポーネントとしてDeore XTが派生する。その後しばらくはツーリング向けコンポーネントとして存在していたが、1990年にMTB用コンポーネントへとシフトする。この際、Deore LX（エントリーグレード）とDeore DX（ミドルグレード）とDeore XT（ハイエンド）にラインナップが整理され、無印Deoreとしては一度ここで途絶えることとなる。
その後、Deore DXが消滅してDeore LXのみが残り、LXの高級化などを経て、2000年になりスポーツ用MTBコンポーネントのエントリーグレードとしてDeore（無印）の名が復活することとなった。以降、Deoreは本格スポーツ用MTBコンポーネントのエントリーグレードとして存在している。
完成車では定価15万円以上で販売されるものに採用されていることが多い。同世代の上位シリーズ（XTR、DEORE XT、SLX）との互換性を有しているため、このコンポーネントが採用されていることをして、いわゆる本格スポーツ用MTBの基準とされることも多い。
同社のMTBコンポーネント全体として見た場合、中核グレードとしての位置づけでもあり、パーツ構成は幅広い。ブレーキシステムは、油圧式ディスクブレーキのみが提供されている。かつて多くのパーツでブラック系とシルバー系の2色が提供されていた。また、フロントディレーラは、そのコストパフォーマンスの高さで知られ、SRAMなど他社のコンポーネントを採用した完成車でも、フロントディレーラのみあえてDeoreが使用されている例がある。

## 構成

### DEORE 12s M6200シリーズ（2025年）
- HYPERGLIDE+、LINKGLIDEモデルともにワイヤレスディレーラー採用[5]。

### DEORE 12s M6100シリーズ（2020年）
- HYPERGLIDE+, MICRO SPLINEを採用し、ディレーラー周り、チェーン、カセットスプロケット等は、11sや10sとは互換性がない[7]。 先行してHYPERGLIDE+, MICRO SPLINEを採用した、12sのSLX M7100シリーズやDEORE XT M8100シリーズとは互換性がある。

### DEORE 11s M5100シリーズ
従来のHYPERGLIDEであり、一部を除いて10sとの互換性がある。

### DEORE 10s M4100シリーズ
従来のM4000シリーズはALIVIOである

### 旧ラインナップ
- FD-M530-3
- FD-M530-6
- FD-M531-3
- FD-M531-6
- FC-M540
- FC-M530
- BB-ES51
- BB-ES30
- ST-M530
- ST-M535
- SL-M511
- BL-M511-L/S
- BR-M530
- BR-M535
- BR-M525
- RD-M530-SGS
- RD-M511-SGS
- FH-M535
- FH-M530
- CS-HG50-9
- CN-HG53
- HB-M535
- HB-M530

## 名称
その起源は長らくはっきりわかっていなかったが、シマノ100周年記念サイト「SHIMANO 100 WORKS」内のコンテンツにおいて、「鹿のdeerからとられたネーミングで、野山を華麗に駆け抜け、走ることを満喫するツーリングの世界をイメージしている」とされている。